# 백 투 더 퓨처 2
《백 투 더 퓨처 2》(영어: Back to the Future Part II)는 1989년 개봉된 미국의 SF 영화로, 《백 투 더 퓨처》의 속편이다. 1편과 달리 과거가 아닌 미래로의 여행을 다루었는데 실제로 주인공 마티는 타임머신 드로리안(DeLorean DMC-12)을 타고 2015년 10월 21일 힐데일(Hill Dale)에 착륙한다. 2015년 10월 21일에는 개봉 30주년을 맞아 1편과 2편을 합쳐 디지털 리마스터링으로 전세계 동시에 재개봉되었다.

## 줄거리
백투더퓨처에서 등장한 박사님이 2015년에 잠시 놀러가지만 마티의 아들 마티 2세가 당한다는 것을 알고, 마티에게 얼른 30년 후인 2015년 10월 21일로 가게 된다. 당시 타임머신은 하늘로 떠서 날아다니는 차량이 되어있었고, 2015년 10월 21일에 간 세상은 하늘에는 이미 택시들이 하늘을 날아다녔다. 마티와 우연히 같이 가게 된 제니퍼는 미래에 온 줄 알고 당연히 신비하고 자기가 미래의 세계에 대해서 궁금해하자 브라운 박사는 제니퍼를 수면제를 쓰게 되어 잠재운다. 브라운 박사는 마티에게 슈퍼가게에 들어가라고 지시하고, 또한 마티에게 자동 운동화와 자동으로 착용하는 자켓과 모자를 쓰게 하는데 이는 마티가 마티 2세처럼 행세하라는 뜻이다. 브라운 박사의 목적은 마티의 아들이 친구깡패 그리프에게 당해서 누명을 써서 감옥가게 되는 걸 신문으로 보여주게 된다. 마티는 2015년의 세상을 잠시 돌아보면서 가게 안에 들어갔으나 할아버지가 된 비프에게 눈이 띄었고, 마티 2세 대신으로 머리를 두들겨맞게 되면서 마티 1세(자신)가 바보같은 행세를 한다는 걸 말해준다. 이 도중에 진짜 아들인 마티 2세가 가게 안으로 들어가게 되었고, 그리프와 깡패 무리들에게 들켜 당하고 만다. 하지만 마티 1세가 마티 2세 역을 대신하여 그리프를 혼내주지만 그리프는 자동 보드를 이용해서 마티를 몽둥이로 혼내려고 했으나 오히려 자동 보드가 붕 떠서 시계탑의 유리를 박살낸다. 이런 비행보드 사건 때문에 그리프는 감옥행이 되었고 무사히 마티 2세의 일은 해결이 되었다. 하지만 문제가 생겼다. 마티는 1955년~2000년까지 기록된 스포츠 연감 책을 사게 되었는데 그건 자기가 과거로 되돌아가서 도박하여 돈을 벌기 위해서였지만 브라운 박사님이 반대하면서 스포츠 연감 책은 휴지통에 버려졌고, 더구나 2015년의 경찰이 1985년에서 마티와 브라운 박사와 같이 타임머신을 타고 온 제니퍼를 조사하게 되었는데 지문을 통해 미래의 마티와 제니퍼 집으로 데려다 준다. 브라운 박사님과 마티는 당황할 수밖에 없었지만 제니퍼를 몰래 미래의 집에서 꺼내기 위해 타임머신타고 미래의 집으로 갔으나 이를 몰래 지켜본 비프는 택시 타고 박사님과 마티를 미행하게 된다. 브라운 박사는 1985년의 제니퍼를 꺼내기 위해 미래의 마티 집을 숨어서 지켜보았고, 마티는 잠시 미래의 자신 집과 주변을 돌아보기 위해 잠시 타임머신을 비운다. 그 사이에 비프는 스포츠 연감을 갖고 타임머신을 훔쳐타서 어디론가 떠난다. 이 사이에 1985년의 제니퍼는 잠에서 깨어났는데 정작 2015년의 마티와 제니퍼의 집은 완전히 달라졌고, 집 안은 TV가 없이도 자연히 텔레비전이 나왔으며, 채널 역시 말만 하면 채널이 나온다. 먹는 것도 역시 말만 하면 금방 끝나며, 전화도 역시 휴대용 전화로 나왔다. 하지만 미래의 마티 1세가 집으로 되돌아왔으나 마티의 불량배 친구 니들스에게 당하고 심지어 니들스 때문에 회사에서 해고 당하고 만다. 이 사이에 타임머신을 훔쳐타 달아난 미래의 비프가 되돌아왔고, 브라운 박사는 제니퍼를 구출하게 된다. 하지만 정작 1985년으로 되돌아왔으나 모든 게 달라졌는데 알고 보니까 비프가 도박으로 백전백승으로 부유한 집안이 되었고 비프는 마티의 친아버지 조지 맥플라이를 죽이고 어머니인 로레인과 강제로 결혼하면서 같이 살고 있었던 것이다. 이유는 미래의 비프가 타임머신을 훔쳐타서 1955년의 자신에게 스포츠 연감을 주면서 일이 터진 것이다. 이를 바꾸기 위해, 원래 세상으로 돌리기 위해 마티와 브라운 박사는 1955년으로 가서 스포츠 연감을 빼앗기 위해 모험을 겪는다. 특히 문제는 1985년의 마티가 1955년으로 갔던 마티하고 눈에 띄지 말아야 하고, 브라운 박사 역시 1955년의 브라운 박사하고 마주치지 말아야 하는 것. 결국 끝끝내 스포츠 연감을 빼앗고, 비프는 쓰레기차에 부딪히면서 마티는 불로 스포츠 연감을 태우자 아버지 조지 맥플라이는 살았고 1985년이 모든 세상으로 바뀌었으나 브라운 박사가 탄 타임머신이 벼락을 맞고 1885년의 세상으로 사라진다. 하지만 1885년으로 간 브라운 박사는 1955년의 남겨진 마티에게 편지를 보냈고 편지를 본 마티는 얼른 자신을 도와준 또다른 브라운 박사, 즉 백투더퓨처1에서 도와준 1955년의 브라운 박사를 찾아갔지만 브라운 박사는 1955년에서 1985년으로 이미 과거의 마티를 보내고 기뻐했다. 하지만 마티가 다시 돌아온 것을 알자 기절하고 영화가 끝난다.

## 배역
- 마이클 J. 폭스 - 마티 맥플라이 / 마티 맥플라이 주니어 / 말린 맥플라이
- 크리스토퍼 로이드 - 에밋 브라운 박사
- 리 톰슨 - 러레인 베인스맥플라이
- 토머스 F. 윌슨 - 비프 태넌 / 그리프 태넌
- 엘리자베스 슈 - 제니퍼 파커
- 제임스 톨컨 - 스트리클런드 교장
- 제프리 와이스먼 - 조지 맥플라이
- 해리 워터스 주니어 - 마빈 베리
- 조 플래허티 - 웨스턴 유니온 남자
- 찰스 플라이셔 - 테리
- 플리 - 더글러스 니들스

## 한국어 더빙 성우진

### KBS (1995년 7월 16일)
- 김일 - 마티(마이클 J. 폭스)
- 이완호 - 브라운 박사(크리스토퍼 로이드)
- 함수정 - 로레인(리 톰슨) / 경찰(메리 엘렌 트레이너)
- 홍승섭 - 조지(제프리 와이스먼) / 니들스(플리) / 라디오 중계 해설(찰스 L. 캠벨)
- 문관일 - 비프(토마스 F. 윌슨)
- 김은아 - 제니퍼(엘리자베스 슈) / 여자 불량배(다를렌 보겔)
- 김익태 - 스트릭랜드(제임스 톨칸) / 남자(조 플래허티)
- 김옥경 - 로레인의 친구(리자 프리맨) / 여자(주디 오디츠)
- 서문석 - 택시 기사(마티 레비) / 흑인 남자(알 화이트)
- 이재용 - 남자(찰스 플라이셔) / 후지스 사장(짐 이시다) / 노숙자(조지 벅 플라워)
- 김수중 - TV 목소리(릴 로스)
- 조진숙 - 경찰(스테파니 E. 윌리엄스)
- 한호웅 - 불량배(리키 딘 로건) / 스포츠 중계 해설(존 에르빈)

### SBS (2001년 1월 24일)
- 김영선 - 마티(마이클 J. 폭스)
- 김정호 - 브라운 박사(크리스토퍼 로이드)
- 송도영 - 로레인(리 톰슨)
- 오세홍 - 조지(제프리 와이스먼)
- 이재용 - 비프(토마스 F. 윌슨)
- 이용순 - 제니퍼(엘리자베스 슈)
- 민응식 - 스트릭랜드(제임스 톨칸) / 남자(조 플래허티)
- 김태연 - 후지스 사장(짐 이시다)
- 김규식
- 서문석
- 김윤미
- 성완경